# 2020 au Burkina Faso
Cet article présente les faits marquants de l'année 2020 au Burkina Faso.

## Évènements
- 16 février : un groupe armé terroriste, présumé djihadiste, attaque l'église protestante de Pansi durant la messe dominicale, et peut-être le reste du village, provoquant au moins 24 morts dont le pasteur et 18 blessés, dans un contexte où les attentats des groupes terroristes djihadistes contre les communautés chrétiennes et les musulmans modérés de la région Sahel sont en augmentation[1] ;
- 29-30 mai : une série d'attaques et de massacres attribués à des groupes terroristes djihadistes provoquent au moins 53 morts et plus de 6 disparus et de 40 blessés[2].
- 22 novembre : élections législatives et élection présidentielle, Roch Kaboré est réélu.